# 1992 EX10
1992 EX10 är en asteroid i huvudbältet som upptäcktes den 6 mars 1992 av UESAC vid La Silla-observatoriet.
Asteroiden har en diameter på ungefär 3 kilometer.